# Mount Scoria Conservation Park
Mount Scoria Conservation Park är en park i Australien. Den ligger i delstaten Queensland, omkring 410 kilometer nordväst om delstatshuvudstaden Brisbane. Mount Scoria Conservation Park ligger 225 meter över havet.
Trakten runt Mount Scoria Conservation Park är nära nog obefolkad, med mindre än två invånare per kvadratkilometer.. Närmaste större samhälle är Biloela, omkring 17 kilometer nordväst om Mount Scoria Conservation Park.
I omgivningarna runt Mount Scoria Conservation Park växer huvudsakligen savannskog.  Genomsnittlig årsnederbörd är 971 millimeter. Den regnigaste månaden är januari, med i genomsnitt 210 mm nederbörd, och den torraste är juli, med 25 mm nederbörd.